# 442 f.Kr.
| 442 f.Kr.          |
| ------------------ |
| Dødsfald - Fødsler |

## Begivenheder
- Antigone bliver skrevet af Sofokles.